# سید علی موسوی (سیاستمدار)
سید علی موسوی سیاستمدار ایرانی است که نماینده مردم ملکان در دوره یازدهم مجلس شورای اسلامی بوده است. وی تحصیل کرده حوزه علمیه است و مدارک تحصیلی دانشگاهی ایشان در مقطع کارشناسی و ارشد فلسفه، از دانشگاه مفید و در مقطع «دکترای فلسفه دین» از دانشگاه آزاد واحد علوم و تحقیقات تهران اخذ شده است. و دارای فعالیتهای دانشگاهی همانند عضویت «هیئت علمی دانشگاه مراغه» و دانشیار گروه معارف دانشکده علوم انسانی دانشگاه می‌باشد. از دیگر سوابق اجرایی-آموزشیِ سید علی موسوی، معاونت دانشجویی دانشگاه، معاونت فرهنگی-اجتماعی دانشگاه و مدیریت گروه معارف دانشگاه مراغه است.
سید علی موسوی در یازدهمین دوره مجلس شورای اسلامی از حوزه انتخابیه ملکان استان آذربایجان شرقی، با کسب ۲۰٬۱۴۰ رای از مجموع ۶۱٬۱۶۴ رای به عنوان نماینده این شهر انتخاب گردید.
سیدعلی موسوی نماینده ملکان در کنار محمدحسین فرهنگی، نماینده مردم تبریز، اسکو و آذرشهر، معصومه پاشایی نماینده مرند، الله‌وردی‌دهقان نماینده ورزقان و در یازدهمین دوره مجلس شورای اسلامی، چهار عضو کمیسیون صنایع مجلس شورای اسلامی (از استان آذربایجان شرقی) بودند.